# その道・オリジナル14
『その道・オリジナル14』（そのみち・オリジナル14）は、1975年に発売された研ナオコの初のベスト・アルバム。発売元は東宝レコード。オリジナルLP規格品番：AX-6035。

## 解説
- 研ナオコの東宝レコード在籍時代唯一のベスト盤LPにして、唯一全曲オリジナル作品（オリジナルシングル楽曲）でまとめたアルバムである[1]。
- 本作がリリースされた1975年、研ナオコは東宝レコードを離れキャニオンレコードへ移籍する。故に本作が東宝レコードで発表した最後のアルバムとなる。
- 東宝時代のシングルA・B面作品をほぼ全て網羅しているが、「御免遊ばせ」と「月がのぼれば」の2曲については収録されていない（いずれもB面曲、未収録となった経緯や理由は不明である）。
- 研ナオコが当時大ヒット歌手ではなかった[2]ことに加え、後に東宝レコードが業績不振により1980年に事業の停止を決定、翌1981年に親会社の東宝に吸収合併されて消滅した（1980年7月頃には同月中にそれまで発表されたレコードが廃盤となった）ことから、本作は長らく「知る人ぞ知るアルバム」と化していた。
- アルバム全体としての復刻は為されていないが、本作収録曲はシングルA面曲とB面曲が別々ではあるものの『研ナオコ シングルA面コンプリート』と『研ナオコ シングルB面コンプリート』の2作品でポニーキャニオンよりCD化された。『A面コンプリート』発売（2013年）と『B面コンプリート』発売（2014年）により、それまで未CD化作品が大部分であった研ナオコの東宝レコード時代のシングル音源は全てCD化が達成された。

## 収録曲

### Side A
1. 何をしようかな (2:55)
作詞:阿久悠、作曲:森田公一、編曲:高田弘
2. 屋根の上の子守唄 (3:23)
作詞:阿久悠、作曲:井上かつお、編曲:馬飼野俊一
3. 二人で見る夢 (2:41)
作詞:阿久悠、作曲:筒美京平、編曲:高田弘
4. 嘆きのブルーレディー (2:01)
作詞:阿久悠、作曲:森田公一、編曲:高田弘
5. Bと言うスナック (3:11)
作詞:阿久悠、作曲:井上かつお、編曲:馬飼野俊一
6. うわさの男 (2:29)
作詞:阿久悠、作曲:森田公一、編曲:高田弘
7. 㐧三の女 (3:16)
作詞:阿久悠、作曲:森田公一、編曲:鈴木宏昌

### Side B
1. 大都会のやさぐれ女 (3:26)
作詞:坂口宗一郎、作曲:中山大全、編曲:竹村次郎
2. 女心のタンゴ (2:45)
作詞:阿久悠、作曲:森田公一、編曲:前田憲男
3. ボーイフレンド (3:14)
作詞:阿久悠、作曲:森田公一、編曲:森田公一
4. 小さな願い (3:01)
作詞:阿久悠、作曲:筒美京平、編曲:高田弘
5. 家へおいで (3:33)
作詞:阿久悠、作曲:森田公一、編曲:鈴木宏昌
6. こんにちは男の子 (3:34)
作詞:阿久悠、作曲:森田公一、編曲:高田弘
7. 京都の女の子 (2:57)
作詞:阿久悠、作曲:森田公一、編曲:森田公一